# نيك غيلبرت
نيك غيلبرت (20 يوليو 1965 بفانكوفر في كندا - ) هو لاعب كرة قدم كندي في مركز الهجوم. شارك مع منتخب كندا تحت 20 سنة لكرة القدم ومنتخب كندا لكرة القدم. أما مع النوادي، فقد لعب مع تورونتو بلِيزارد ‏ وفانكوفر وايتكابس (نادي كرة قدم) وVictoria Riptides ‏ وCalgary Kickers ‏ وHibernian Saints ‏ وVictoria United (Canada) ‏.

## وصلات خارجية
- نيك غيلبرت على موقع قاعدة بيانات كرة القدم.إي يو (الإنجليزية)
- نيك غيلبرت على موقع ناشيونال فوتبول تيمز (الإنجليزية)